# 橫頜樸麗魚
橫頜樸麗魚，為輻鰭魚綱鱸形目隆頭魚亞目慈鯛科的其中一種，分布於非洲維多利亞湖流域，棲息深度可達36公尺，體長可達20公分，棲息在中底層水域，生活習性不明。

## 擴展閱讀
維基物種上的相關：橫頜樸麗魚